# Selliguea oodes
Selliguea oodes là một loài dương xỉ trong họ Polypodiaceae. Loài này được Hovenkamp mô tả khoa học đầu tiên năm 1998.